# Hof van Beroep voor het circuit van het District of Columbia
Het Hof van Beroep voor het circuit van het District of Columbia (Engels: United States Court of Appeals for the District of Columbia Circuit) is een federale rechtbank met twaalf rechters die voornamelijk beroepszaken behandelt uit het circuit van het District of Columbia. Het gerechtshof heeft het kleinste arrondissement in de Verenigde Staten van Amerika, maar heeft desondanks de taak om de beslissingen van vele federale instanties te beoordelen, zonder dat er een rechtszaak in een lagere rechtbank aan voorafgaat. Naast de agentschappen waarvan de statuten expliciet beoordeling door dit gerechtshof verplichten, krijgen de rechters ook zaken toegewezen die onder de Administrative Procedures Act toevallen aan een Hof van Beroep. Via deze zaken kunnen de rechters grote invloed uitoefenen op federale wetgeving en het overheidsbeleid.
Vaak wordt een benoeming als rechters voor dit hof van beroep gezien als een tussenstap naar het Hooggerechtshof. John Roberts werd in 2005 door president George W. Bush geïnstalleerd als opperrechter van het Hooggerechtshof, en drie van de andere rechters aldaar (Ruth Bader Ginsburg, Antonin Scalia en Clarence Thomas) hebben ook gediend in het District of Columbia. Daarnaast werden twee rechters van het hof van beroep door Ronald Reagan voorgedragen als rechters van het Supreme Court; een van hen, Robert Bork, werd door de senaat afgewezen in 1987 en de ander trad vrijwillig terug nadat een krant publiceerde dat hij ooit marihuana had gebruikt.
De opperrechter is sinds 2013 Merrick Garland; ook hij werd in 2016 genomineerd voor rechter in het Hooggerechtshof maar zijn nominatie werd door de Republikeinse meerderheid in de Senaat genegeerd.